# Henicorhina
Henicorhina és un gènere d'ocells de la família dels troglodítids (Troglodytidae) que viu en diferents hàbitats de la zona Neotropical.

## Taxonomia
Segons la Classificació del Congrés Ornitològic Internacional (versió 11.1, 2021) aquest gènere està format per 5 espècies:
- Henicorhina leucosticta - cargolet pitblanc.[4]
- Henicorhina leucophrys - cargolet pitgrís.[5]
- Henicorhina anachoreta - cargolet ermità.[6]
- Henicorhina leucoptera - cargolet alabarrat.[7]
- Henicorhina negreti - cargolet de Negret.[8]